# アデナイン
アデナイン(Adenain、EC 3.4.22.39)は、以下の化学反応を触媒する酵素である。
-Yaa-Xaa-Gly-Gly-Xaa-と-Yaa-Xaa-Gly-Xaa-Gly-の2つの部位で、アデノウイルス及びその宿主細胞のタンパク質を切断する。ここで、Yaaはメチオニン、イソロイシンまたはロイシン、Xaaは任意のアミノ酸を意味する。
このシステインエンドペプチダーゼは、アデノウイルスにコードされている。